# モラドール
モラドール( )
1. ブラジルのファゼンダ，とくに北東部のサトウキビ大農場で農場内に居住する隷農[1]
2. 広島県に数店舗存在するコンビニエンスストア。以下本項。

モラドールとは、広島県に数店舗存在するコンビニエンスストアである。ampmの広島エリアフランチャイジーだった、H&Bパートナーズ株式会社が展開している。

## 店舗
- モラドール田中町店　広島県広島市中区田中町２ー１２
- モラドールじぞう通り店　広島県広島市中区富士見町１６ー３２
- 広島女学院前店　広島市中区幟町３-５３（閉店済み）[3]